# Dick Maloney
Dick Maloney (17 de março de 1933 - 19 de agosto de 2010) foi um cantor de jazz, animador e apresentador de rádio canadense. Trabalhava em Ottawa, Canadá, onde atuou por mais de 40 anos.